# 二硫化钼
二硫化钼是一种由钼和硫两种元素组成的化合物，化学式为MoS2。这种化合物属于过渡金属二硫族化合物，它有银黑色光泽，在自然界中以辉钼矿的形式存在，辉钼矿是最常见的含钼元素矿石。二硫化钼晶体通常情况下以粉末形式存在，它不溶于稀酸也不易被氧化。从外表上来看，二硫化钼和石墨很像，以其低摩擦系数和高坚固性常被用作固体润滑剂。块状二硫化钼固体是一种和硅类似的抗磁性间接带隙半导体，能带间隙为1.23eV。结晶粉末。

## 性质

### 物理性质

#### 结构特点
所有的二硫化钼晶体都是层状晶体，两层硫原子平面之间夹着一层钼原子平面，这构成了单层二硫化钼平面，块状二硫化钼是由单层二硫化钼平面堆叠而成，层间通过范德华力相连。
二硫化钼晶体在自然界中有两种结构，分别属于六方晶体（2H-MoS2）和三方晶体（3R-MoS2）。另外还有一种亚稳态晶相（1T-MoS2）属于四方晶系。

#### 力学性质
由于上述的层状结构以及低摩擦系数，二硫化钼是一种很好的润滑剂材料。当剪应力施加于材料上时，二硫化钼会通过层间的滑动耗散掉能量。

### 化学性质
二硫化钼不溶于水、稀酸和浓硫酸，一般不溶于其他酸、碱、有机溶剂中，但溶于热硫酸。400 °C缓慢发生氧化，生成三氧化钼。
2 MoS2 + 7 O2 → 2 MoO3 + 4 SO2
可以用钛铁试剂来检验生成的三氧化钼，首先将产物用氢氧化钠或氢氧化钾溶液处理（原理是将三氧化钼转化为钼酸盐），然后滴加钛铁试剂溶液，会和生成的钼酸钠或钼酸钾反应，产生金黄色溶液。这种方法很灵敏，微量的钼酸盐都能被检测出来。而如果没有三氧化钼生成，溶液就不会产生金黄色，因为二硫化钼不和氢氧化钠或氢氧化钾溶液反应。
二硫化钼加热可以和氯气反应，生成五氯化钼：
2 MoS2 + 7 Cl2 → 2 MoCl5 + 2 S2Cl2
二硫化钼和烷基锂在控制下反应，形成嵌入化合物（夹层化合物）LixMoS2。如果和丁基锂反应，那么产物为LiMoS2。

## 制备
1. 辉钼精矿用盐酸和氢氟酸在直接蒸汽加热下，反复搅拌处理，用热水洗涤、离心、干燥、粉碎，可制得。
2. 钼酸铵溶液中通入硫化氢气体，生成硫代钼酸铵。加盐酸转变为三硫化钼沉淀，后离心、洗涤、干燥、粉碎。最后加热至950°C脱硫可制得。

{\displaystyle {\rm {\ (NH_{4})_{2}MoO_{4}+4H_{2}S\rightarrow (NH_{4})_{2}MoS_{4}+4H_{2}O}}}
{\displaystyle {\rm {\ (NH_{4})_{2}MoS_{4}+2HCl\rightarrow MoS_{3}+2NH_{4}Cl+H_{2}S\uparrow }}}
{\displaystyle {\rm {\ MoS_{3}\rightarrow MoS_{2}+S}}}

## 用途
因其內部范氏力較低，二硫化钼具有良好的润滑性，抗压耐磨，可作固体润滑剂，用于高速、重负荷、高温、高真空及有化学腐蚀等工作条件运转的设备。